# L'ospite (pel·lícula de 1971)
L'ospite  és una pel·lícula dramàtica italiana de 1971 dirigida per Liliana Cavani i protagonitzada per Lucia Bosè. Segueix una dona que, donada d'alta d'un manicomi després de vint anys, intenta en va encaixar en la societat.

## Argument
L'escriptor Piero investiga en un hospital psiquiàtric per a la seva propera novel·la. Troba diverses deficiències en el tractament dels pacients, però només escolta autojustificacions i crítiques quan confronta els metges amb les seves observacions. S'interessa especialment pel cas de l'Anna, una dona que va ser hospitalitzada amb depressió després de la mort del seu estimat cosí fa vint anys. L'única persona de l'institut amb qui Anna sent un vincle emocional és Luciano, un company de reclusió que es manté en un estat de catatònia.
Poc després, Anna és donada d'alta i confiada al seu germà Renato, per consternació de la dona del seu germà. Els seus intents de fer contactes socials fracassen. Durant una visita de la parella del costat, l'Anna explica els avenços sexuals del marit cap a ella, per la qual cosa és bufetejada per l'incrèdul Renato. Ella fuig i s'amaga a la vila abandonada del seu oncle. Allà, en la seva fantasia, reviu la seva relació amb el seu cosí (que apareix en forma de Luciano), amb tots dos fent els papers de Pelléas et Mélisande. Finalment, la policia la troba i la porta de nou a l'hospital. L'última escena mostra l'Anna consolant l'immòbil Luciano.

## Repartiment
- Lucia Bosè com a Anna
- Glauco Mauri com a Piero
- Peter Gonzales com a Luciano
- Alvaro Piccardi com a Renato
- Giancarlo Caio com el metge
- Giampiero Frondini (acreditat com a Gian Piero Frondini)
- Alfio Galardi
- Maddalena Gillia
- Maria Luisa Salmaso
- Lorenzo Piani

## Producció i llançament
Cavani va tenir la idea de L'ospite després d'una visita a un hospital psiquiàtric. Va ser produïda per l'emissora de ràdio i televisió italiana RAI, rodat en pel·lícula de 16 mm en blanc i negre i passada a pel·lícula de 35 mm. Segons Cavani, la pel·lícula es va fer amb un pressupost baix i tots els participants, inclosa Bosè, treballaven gratis.
L'ospite es va presentar a la 32a Mostra Internacional de Cinema de Venècia. Després d'una estrena en cinemes l'any següent, es va emetre a la televisió nacional el 24 de maig de 1973.

## Recepció
L'endemà de la presentació televisiva de la pel·lícula, Ugo Buzzolan de La Stampa va elogiar el "compromís artístic i civil" de Cavani i l'actuació de Bosè.

## Premis
- Placa AIACE (Associació Italiana d'Amics del Cinema d'Art i Assaig), 1972[2][4]
- Timone d'oro, 1972[2][4]